# 三星堆遗址
31°00′19″N 104°11′50″E / 31.00528°N 104.19722°E
三星堆遗址位于中国四川省广汉市城西三星堆镇的鸭子河畔，属青铜时代文化遗址。由于其古域内有起伏相连的三个黄土堆而得名，有“三星伴月”之美名。遗址年代为公元前2,800年至公元前1,100年，分为四期，第一期为宝墩文化（前蜀，公元前2,500年至公元前1,750年），第二、三期为三星堆文化（古蜀，公元前2,000年至公元前1,400年，同时期的中原为夏商时期），第四期为十二桥文化（古蜀，主要遗存在金沙遗址，中原为商末周初时期）。1987年1月16日公佈為四川省第二批文物保護單位。1988年1月13日列為第三批全國重點文物保護單位。目前三星堆遗址正联合金沙遗址申请成为世界遗产。三星堆遗址证明了四川在上古时期并非是蛮荒之地，而与黄河流域一样拥有高度发达的文明。

## 发掘历史

三星堆城邑遗址示意图

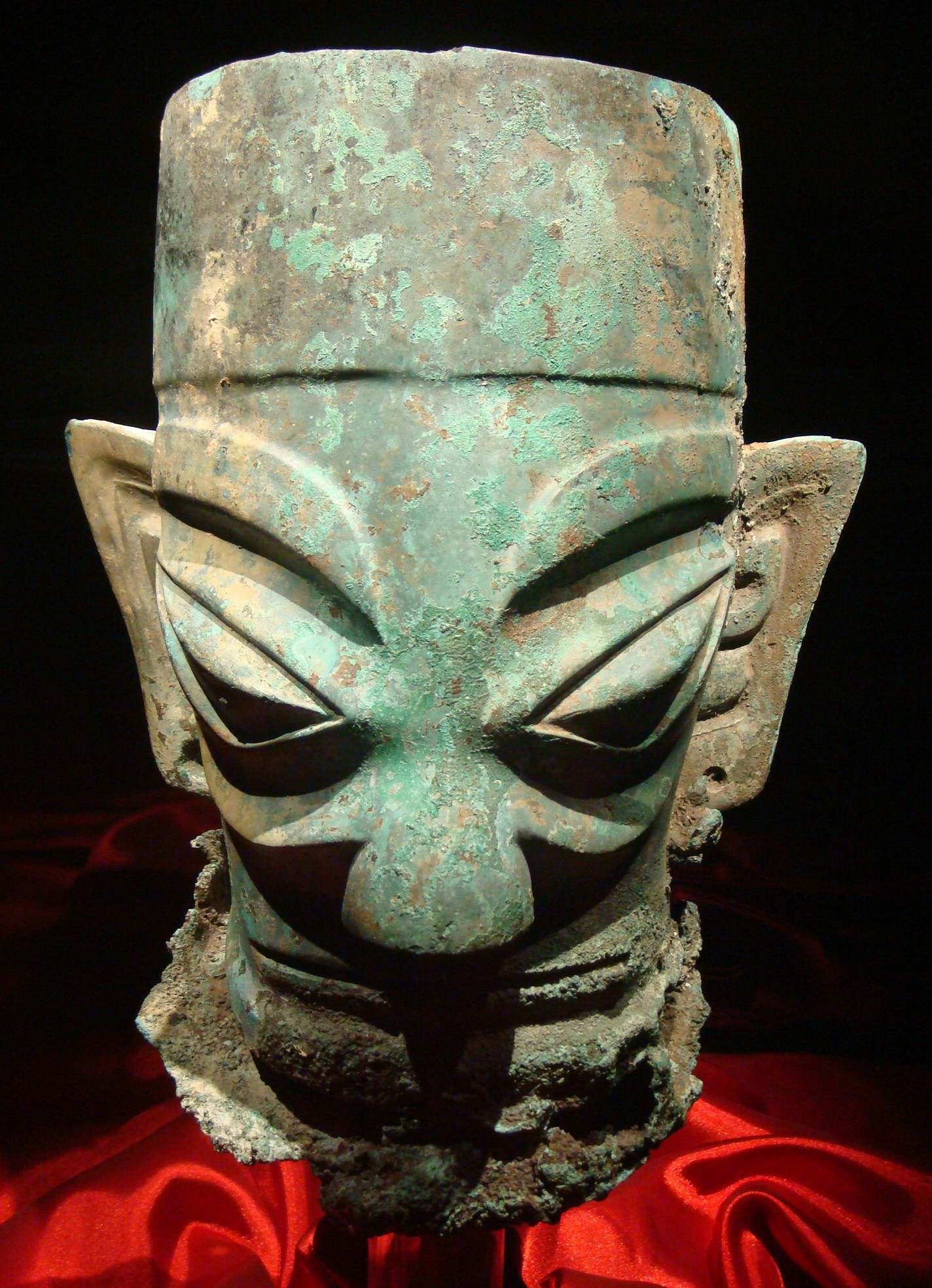
青铜人头，高27
cm，三星堆一号祭祀坑。

1929年春，广汉县南兴镇真武村月亮湾的村民燕道诚一家在家门口清理水沟时发现一个长方形的坑道，由石板围成，坑内放满了玉石器。燕道诚携家人把坑内400多件玉器搬回家中，藏于各个角落，并不让家人将消息外传。但是，燕道诚終究還是在成都的古玩市场上用并不高昂的价格出售了部分玉器。精明的古董商最终追溯到來源，广汉月亮湾很快因这批“广汉玉器”出名。成都著名金石学家龚熙台亦曾从燕家购买了4块玉器，并写作一篇《古玉考》发表在成都东方美术专科学校校刊的创刊号上，在广汉地区掀起挖掘高潮。1931年，时任廣漢福音堂牧師的英國聖公會傳教士、剑桥大学博士董宜笃非常关注“广汉玉器”，於是透過当地的驻军旅長、自己的信徒陶宗伯，向燕家借了五件文物带到华西协合大学（以下簡稱“華大”），經美籍地质学家戴谦和鉴定为商周遗物。同年6月，戴谦和与董宜笃在陶旅長的协助之下来到月亮湾一带调查；当燕道诚听说自己挖出的寶物对研究很重要时，便将家中收藏的一部分器物交给戴谦和带回华大博物馆保管。
当时的广汉县县长罗雨苍认为出土的古物应归国家所有，下令禁止私人挖掘。1934年3月15日，在罗雨苍的邀请之下，华大博物馆馆长、文化人类学与考古学教授、美籍浸禮會传教士葛维汉与副馆长林名均教授组建考古发掘队，在月亮湾进行发掘工作，揭开了中国川西平原考古的序幕。持续十多天的第一次正式发掘工作，一共出土文物600多件。之后，葛维汉用英文编写完成了《汉州发掘简报》發表於《華西邊疆研究學會雜誌》。在报告中他提到这批器物的年代上限为銅石並用時代，下限大约为公元前1100年。这是历史上第一份有关三星堆的科学报告。
20世纪50年代成渝铁路施工时，工人们多次在铁路沿线挖到大量文物，西南博物馆在沿线进行了大规模的文物收集和清理工作。1953年西南博物院院长冯汉骥等人重新提出三星堆一带有古文化遗产的可能。1956年四川省博物馆的王家佑、江甸潮在三星堆－月亮湾一带进行考古调查。1960年四川大学历史系考古研究组全面调查了三星堆和月亮湾等地的文化遗存。1970年始，三星堆和月亮湾一带古遗址搭建起砖瓦工厂，致使大片的古文化遗址遭受破坏。1980年5月四川省考古队对三星堆遗址进行抢救性发掘，发现龙山时代和距今3,000年前至4,000年前的房屋基址計18座，墓葬4座，出土数百件陶器、石器、玉器文物和数万片陶片标本。1982年中国国家文物局决定对三星堆进行专款专项考古发掘。
1986年7月，广汉县南兴镇第二砖厂的工人在進行挖取砖坯土时，不意間挖断了一枚疑似古玉环之物，工人遂上承报告给当地的考古队，而这里就是三星堆後來定名的一号祭祀坑之處。8月，四川省考古所，在领队陈德安、副领队陈显丹的带领下，对三星堆进行大规模发掘工作，发现两座与商代同时期的大型祭祀坑，坑内出土了1,700多件青铜器、玉器、漆器、陶器等，还有80根象牙，4,600多枚当时的货币、海贝、铜贝等。
2021年3月20日，“考古中国”重大项目工作进展会在成都举行，宣布在三星堆新发现的3号至8号6座祭祀坑中，出土了古蜀文明的黄金面具、青铜人像、青铜尊、玉琮、玉璧、金箔、象牙等500多件重要文物。學者使用碳14对6个坑的73份炭屑样品進行分析，推断三星堆4号坑年代属于商代晚期。中国中央电视台新闻频道3月20日至3月23日连续4天播出《三星堆新发现》大型直播特别节目第一季，在三星堆遗址现场直播文物的发掘与修复工作。
同年9月9日，四川省文物考古研究院举行“考古中国”重大项目——三星堆遗址考古发掘阶段性成果新闻通气会，宣布自5月以来又新发现了包括大型青铜神坛、神树纹玉琮、最大青铜面具和最大完整金面具等500多件文物。9月9日至9月11日，中央电视台新闻频道播出《三星堆新发现》直播特别节目第二季。

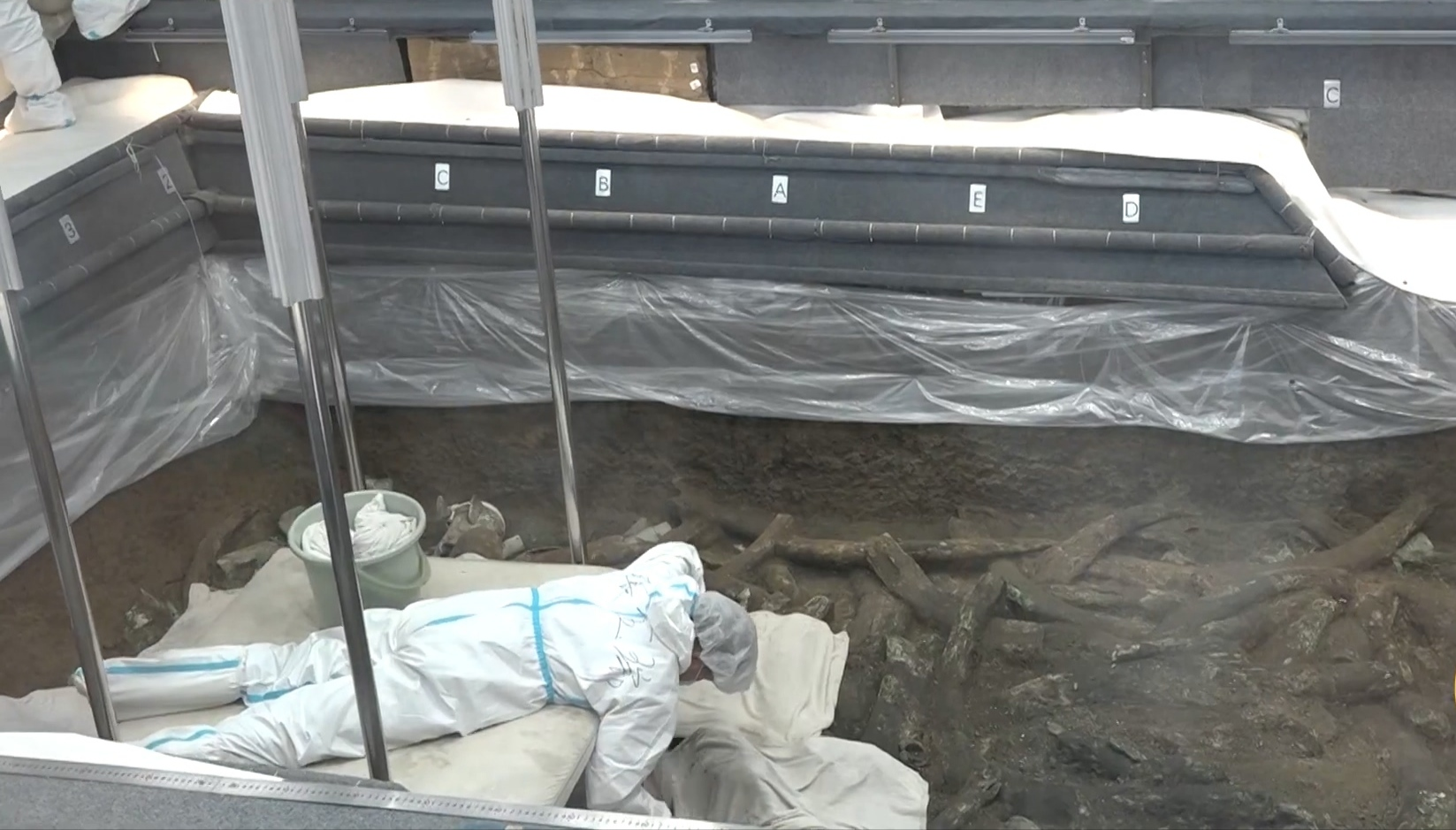
考古人员在三星堆祭祀坑中工作，周围可见大量象牙

2022年1月31日，三星堆文物现场发布仪式在中央广播电视总台《2022年春节联欢晚会》举行，三星堆青铜大面具亮相春晚舞台。
2022年6月13日，三星堆遗址考古发掘阶段性成果再次发布。新发现6座祭祀坑的考古发掘工作进入收尾阶段，共计出土编号文物近13,000件，其中较完整的3,155件。在7、8号祭祀坑发现龟背形网格状器、铜神坛、顶尊蛇身铜人像、铜戴象牙立人像、铜猪鼻龙形器等大量造型前所未见的文物。据6座祭祀坑之「碳十四测年」，大多数坑的年代确为商晚期，距今约3,200年至3,000年。考古人员在考古大棚周边还发现一处约86平方米的建筑遗迹与大量小型祭祀坑和建筑基址。同年6月14日至16日間，中央电视台新闻频道推出《三星堆新发现》第三季直播节目，直播了龟背形网格状器、倒立顶尊人像、着裙立人、立鸟神树树枝等文物的提取出土。

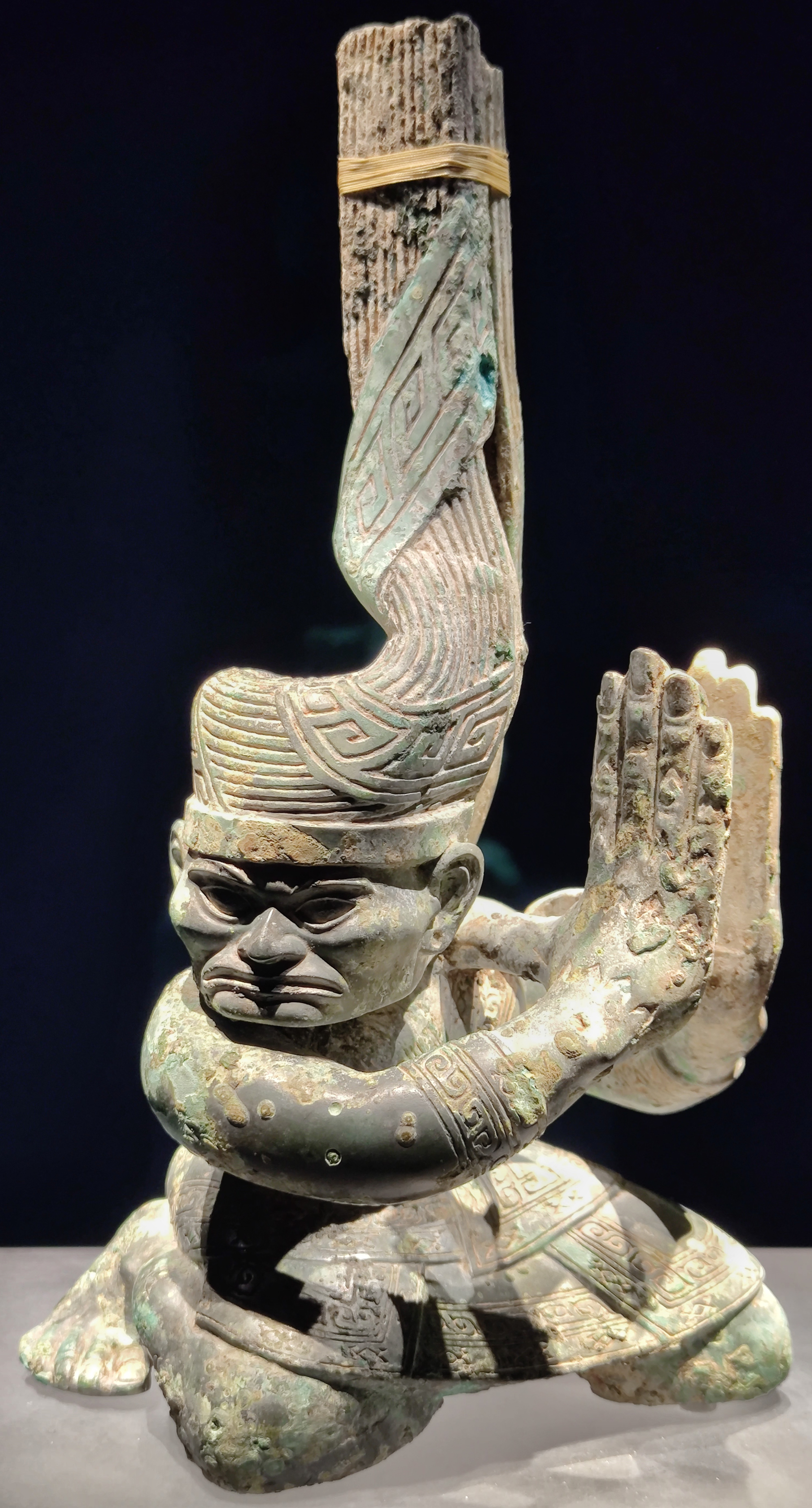
2021年发现的青铜扭头跪坐人像

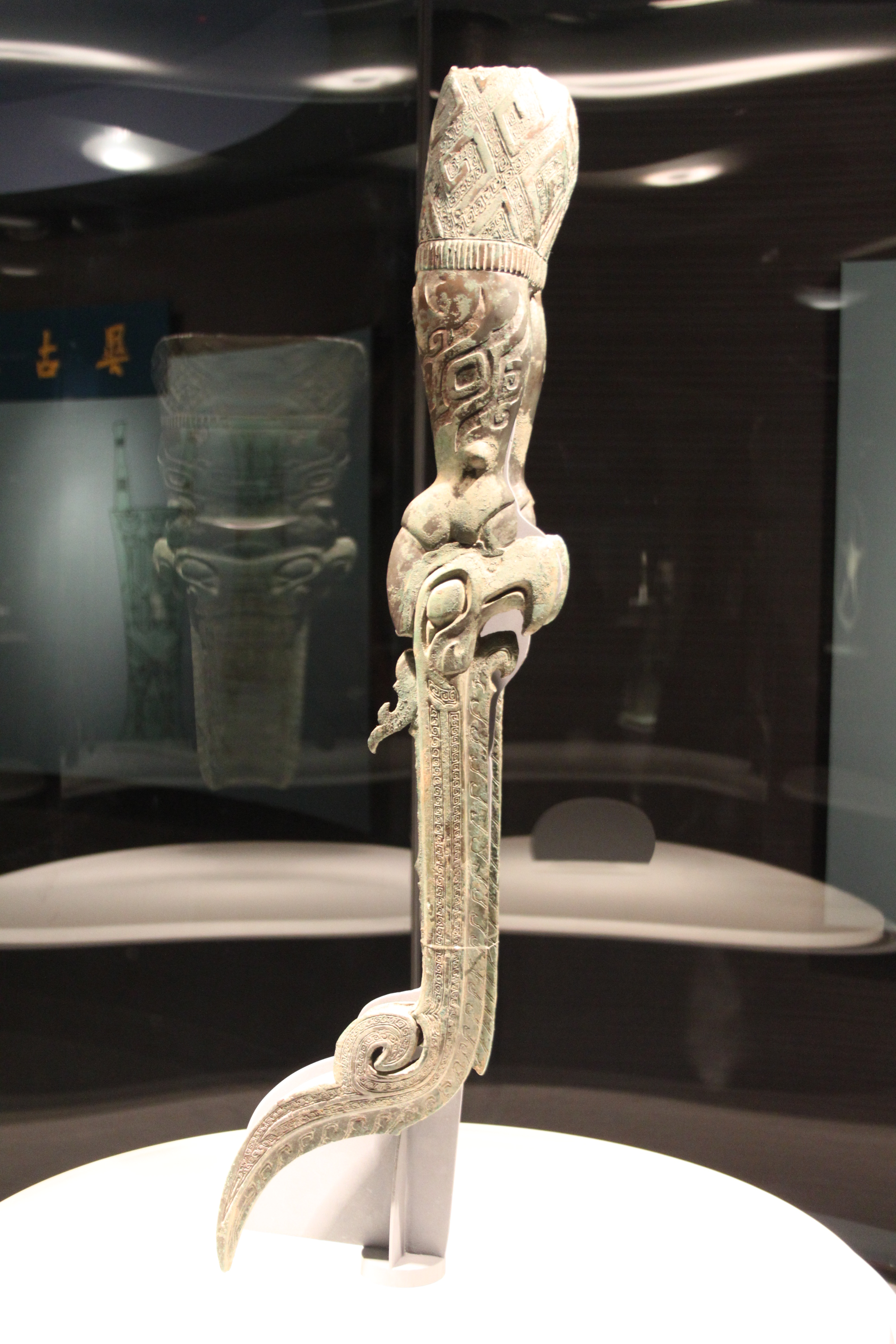
青铜鸟脚人像残部，1986年2号祭祀坑出土。在2022年6月与8号祭祀坑新发现的顶尊蛇身铜人像拼对成功。文物整体被重新命名为鸟足曲身顶尊神像

| 祭祀坑/器物 | 铜器  | 金器 | 玉器 | 石器 | 陶器 | 象牙 | 其它 | 汇总  |
| ----------- | ----- | ---- | ---- | ---- | ---- | ---- | ---- | ----- |
| K3          | 764   | 104  | 207  | 88   | 11   | 104  | 15   | 1,293 |
| K4          | 21    | 0    | 9    | 0    | 2    | 47   | 0    | 79    |
| K5          | 2     | 19   | 2    | 0    | 0    | 0    | 0    | 23    |
| K6          | 0     | 0    | 2    | 0    | 0    | 0    | 0    | 2     |
| K7          | 383   | 52   | 140  | 1    | 0    | 62   | 68   | 706   |
| K8          | 68    | 368  | 205  | 34   | 0    | 377  | 0    | 1,052 |
| 总计        | 1,238 | 543  | 565  | 123  | 13   | 590  | 83   | 3,155 |

## 文化分期
三星堆文化的分期，可以根据其考古时的发现分为三星堆遗址一期、二期、三期和四期。也可以按研究后文化类别分为宝墩文化（约公元前2,500年至公元前1,750年）、三星堆文化（约公元前2,800年至公元前1,100年）和十二桥文化（約公元前1,250年至公元前650年）。三星堆文化的分期对于认识三星堆与当地先秦时期青铜文化（距今約5,000多年前至2,700多年前）和新石器文化（距今約7,000多年前至2,000多年前）的关系有着重要作用，也奠定了完善四川古文化发展谱系，确定巴蜀文明形成的基础。其主要出土的上百件青铜精品，一如青铜立人像年代则在第四期，概括约在公元前1,200－公元前1,000年之间，相当于中原地区的安阳殷墟遗址。
1933年至1934年的第一次对月亮湾真武宫遗址和玉石器坑挖掘时，已经有人注意到两者年代有所不同。1963年四川大学考古专业实习进一步的从地层上论证了不同时期的叠压关系。1980年、1981年第一次发掘时，考古队员将堆积物分为八层，除去表层土（第1层）、间隙层（第5、7层），剩下的五层被称为“第一至第五文化层”。其中第四、五文化层（第6、8地层）被划为第一期，第二、三文化层（第3、4地层）被划为第二期。第一文化层（第2地层）被划为第三期。1982年，通过第二次发掘，发掘者提出存在三星堆遗址第四期。至此，三星堆文化分为四期的基本框架已经形成。

### 三星堆一期文化

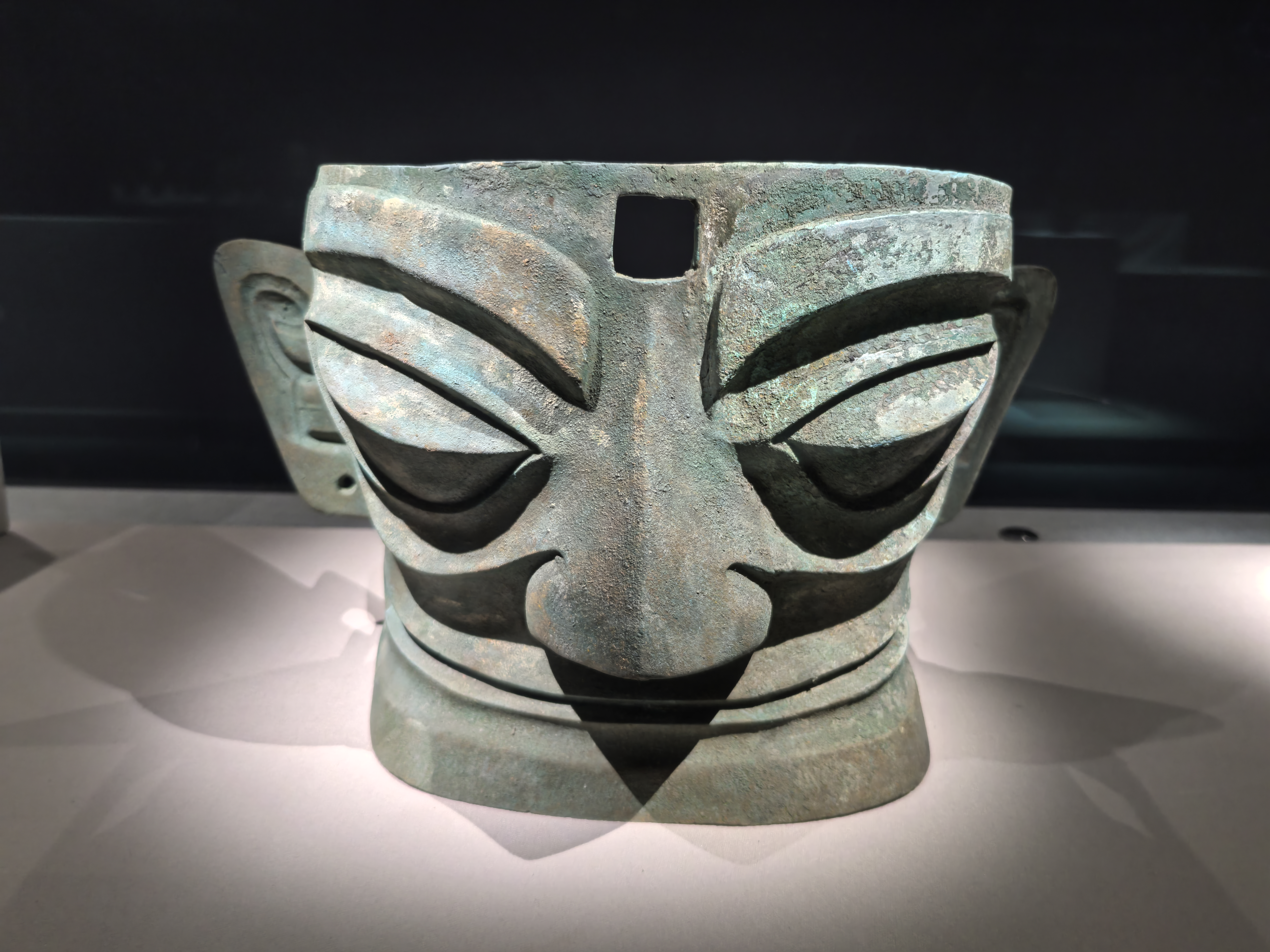
1986年2号祭祀坑出土的青铜面具

标准地层是第一次发掘时的第6层、第8层（第四、五文化层）。1984年西泉坎下层（第4层）和1986年第六次发掘的最下层（第13-16层）等基本与之对应。
出土的陶器陶质主要以泥质灰陶为主，出土陶器中大约65%为此类陶质，又包括了泥质青灰陶和灰白陶。其次是夹砂褐陶，另外还有少量不均匀的泥质橙黄陶。器形比较单调，主要是平地器，但也要少量圈足器，大部分皆难以复原。纹饰主要是绳纹，其次是划纹，划纹又包括了平行线划纹、水波状划纹、几何形划纹，也有在平行划纹上再弄出齿状。另外有少量的锥刺纹和镂孔装饰。这一时期陶器的显著特点之一是器口压成锯齿状花边。
这一地层已经出现房屋建筑，平面通常呈圆形或方形，采用挖柱洞立柱桩的方法，中间连结以泥墙。有些房屋的面积只有10－12平方米，据推测可能是干栏式的小房子。
经中国社科院考古所鉴定，在第一次发掘时的第六层所采集的标本距今为4,075±100年，树轮校正后为4,500±150年，高精度校正后为公元前2,590至公元前2,340年。其他的一些主要数据有距今4,170±85年，4,210±80年等。

### 三星堆二期文化

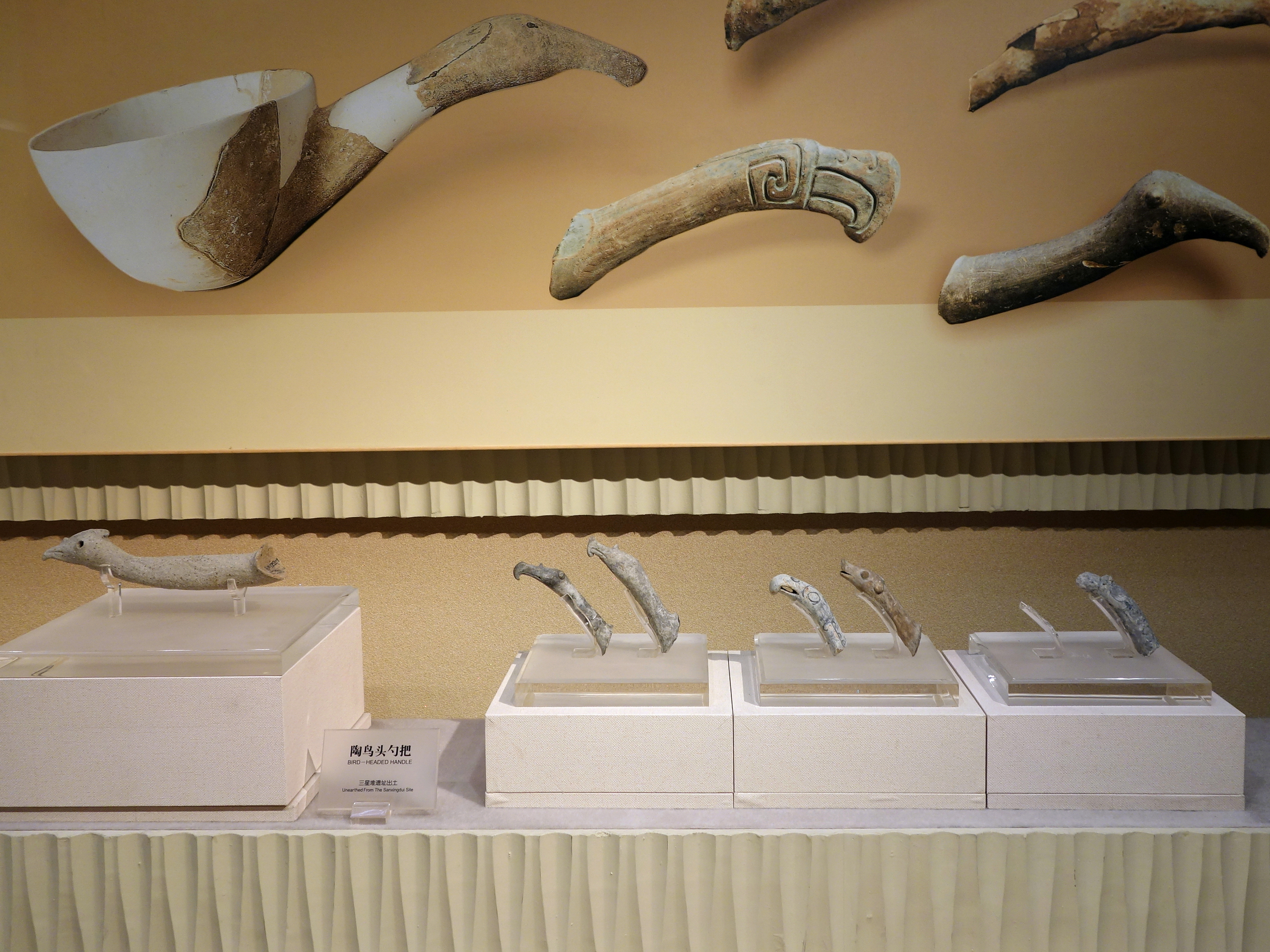
三星堆遗址出土的陶鸟头勺把。鸟头形勺把是“鸟头把勺”的一部分

三星堆二期文化的标准地层是第一次发掘时的第3层、第4层（第二、三文化层）。第六次发掘的第11、12层也是典型地层。各次发掘中，此地层均有出现，说明这一期文化在三星堆遗址群中有广泛的分布。与第一期文化相比，这一期的文化面貌大有改变。包括特色鲜明的陶器和石器。可以说代表三星堆文化特征的典型器物群已经出现。其与第三期的区别主要是数量比例和个别品种上的区别。
陶器：陶质变化为主要以夹砂褐陶为主，其次是泥质褐陶。器形比第一期丰富很多，新出现了小平底罐、高柄豆、平底盘等，也出现了少量鸟头形状的勺柄。纹饰以粗绳纹和细绳纹为主，新出现了凸弦纹、附加堆纹、网纹等。
石器：包括斧、錛、凿、杵和砍砸器，开始出现石壁和石纺车。
建筑：房屋单间的平面通常呈长方形或方形，有些数间连接成组，有些房屋墙基内还另有小沟，小沟内再立木桩。
年代：距今约3,990±80年，树轮校正后为4,390±130年，高精度校正后为公元前2,471至公元前2,209年。其他的一些主要数据有距今约3,525±170年等。

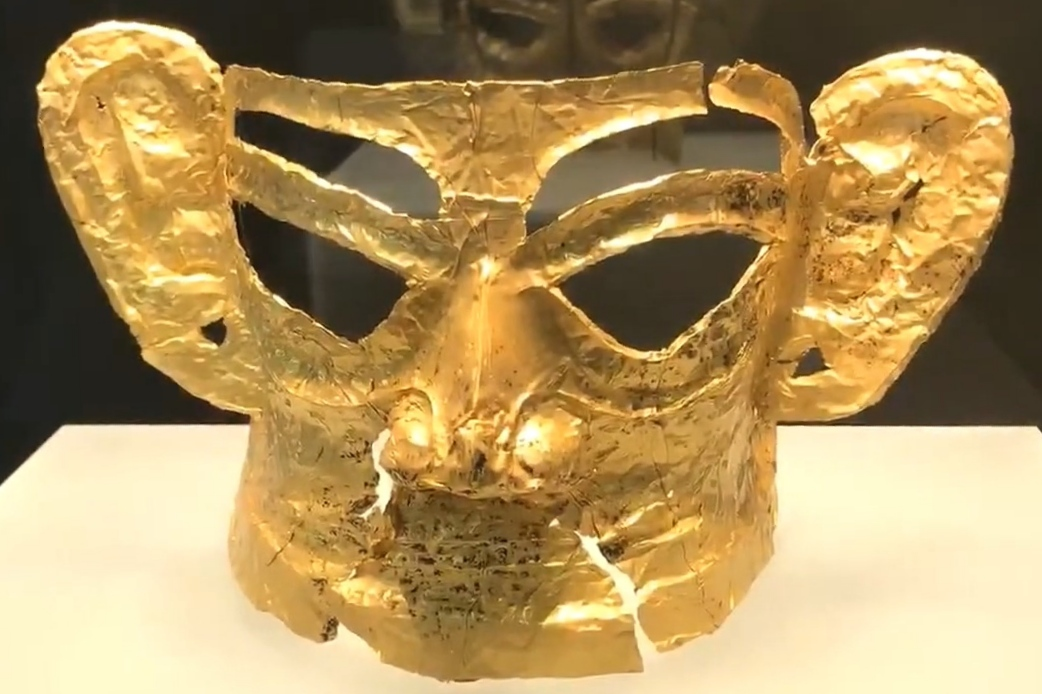
2021年3号坑发现的金面罩，重约97克，是三星堆最为完整的金面具

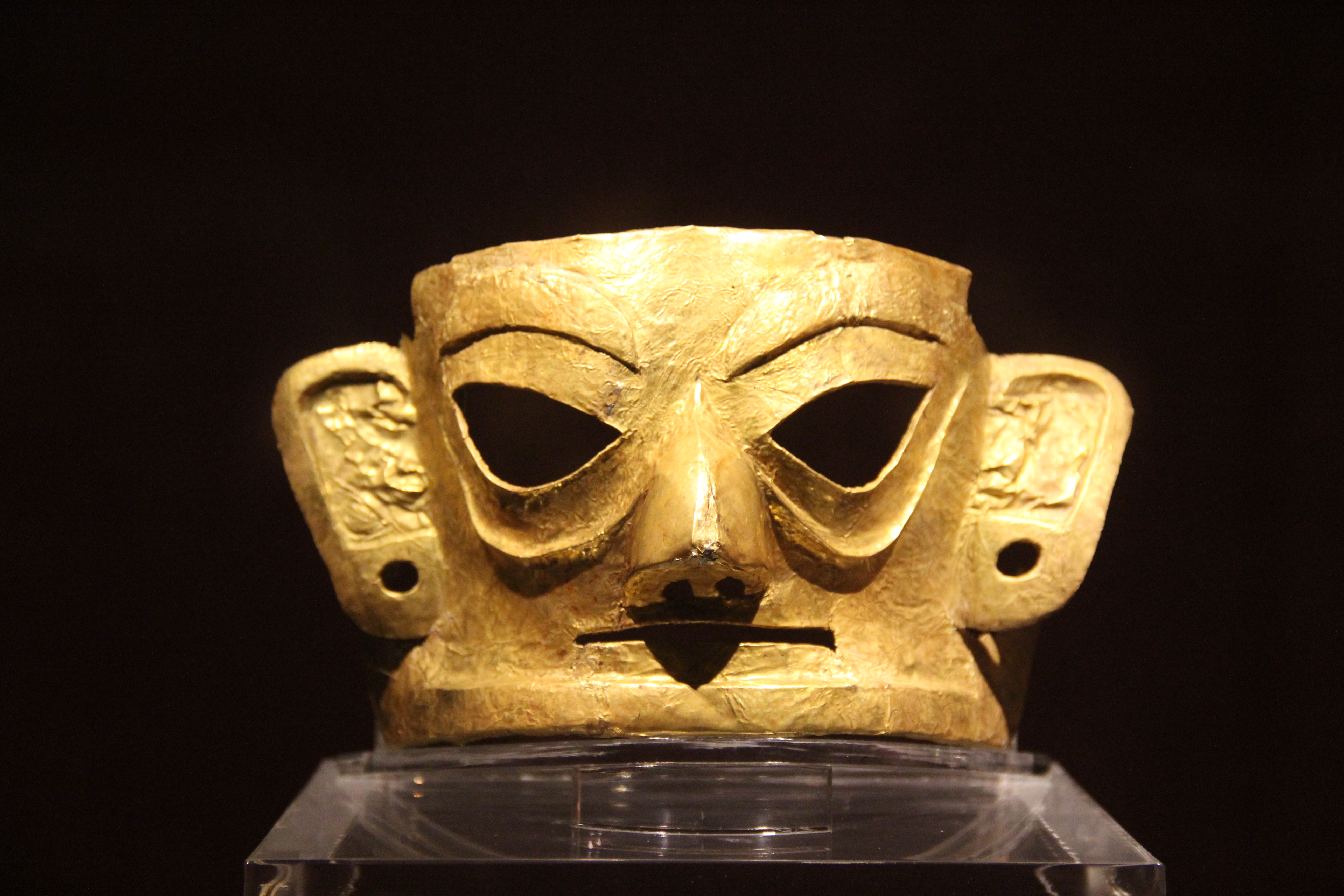
金沙遗址出土的商周大金面具，造型风格与三星堆面具基本一致

## 三星堆博物馆
- 2021年12月18日下午，三星堆文物保护与修复馆正式开馆。[26]2021年12月18日开馆的三星堆文物保护与修复馆，为开放式文物修复馆，游客可近距离观看文物的修复工作。桌上3件2021年新发现的文物从左至右为青铜大面具、青铜尊、顶尊跪坐人像

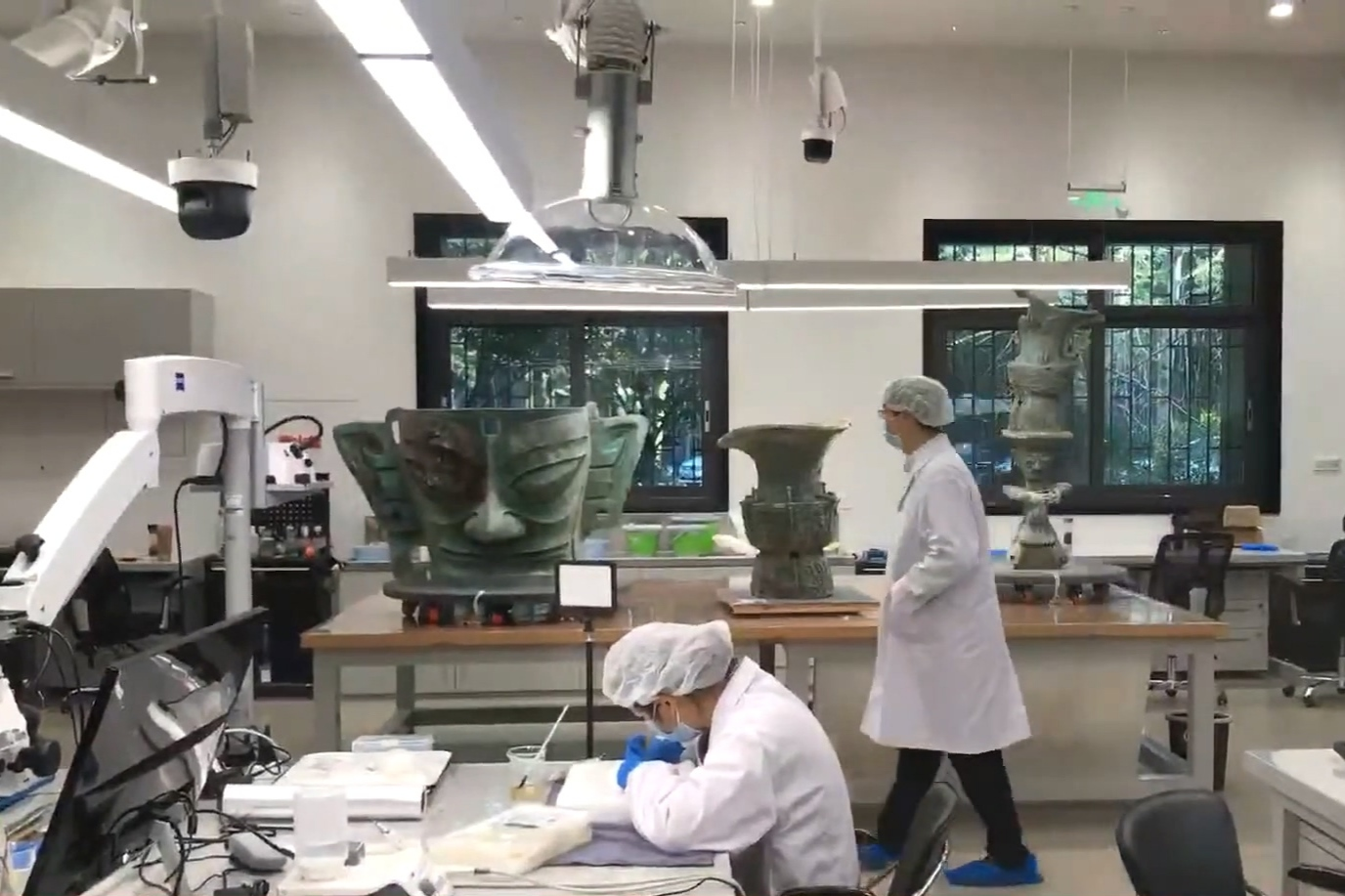
2021年12月18日开馆的三星堆文物保护与修复馆，为开放式文物修复馆，游客可近距离观看文物的修复工作。桌上3件2021年新发现的文物从左至右为青铜大面具、青铜尊、顶尊跪坐人像

## 史学价值
三星堆遗址的发现对历史学的重要意义包括：
1. 验证了古代文献中对古蜀国记载的真实性。[27]
2. 学者鞠德源认为，古蜀王国三星堆文明是華夏礼仪制度（包括祭蚕神、躬桑、国傩大典、丧礼、礼器、权杖、玉琮等）传承再现的典型记录和实物遗存的最本源的发祥地。[28]

### 重要文物
- 国宝级：金杖、青铜立人像、青铜神树、青铜纵目面具、玉边璋、玉牙璋。
- 其他：青铜兽面具、黄金面罩、青铜太阳轮、跪坐人像、青铜人身形器、青铜大鸟头。

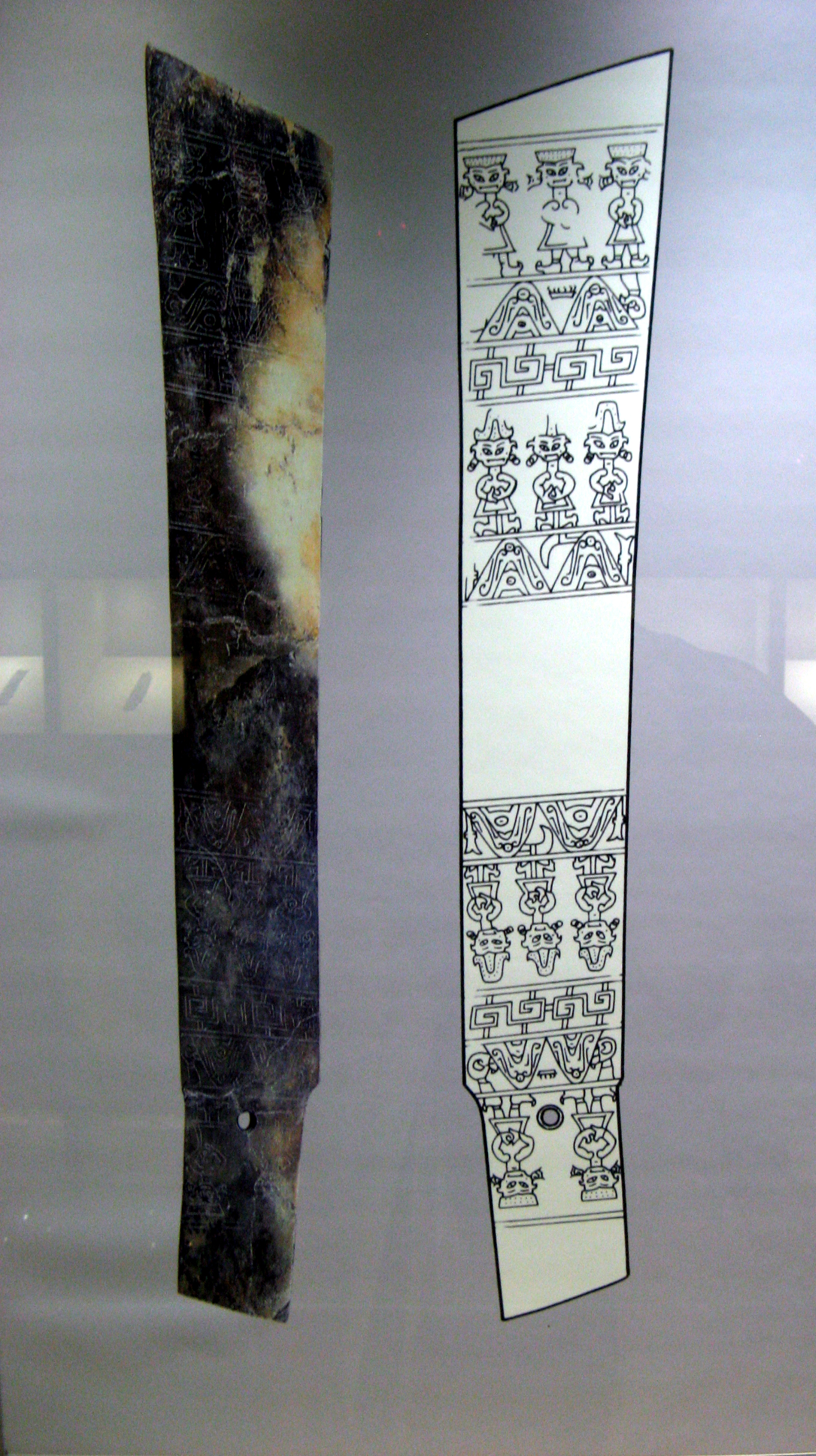
玉边璋，是首批禁止出国（境）展览文物之一
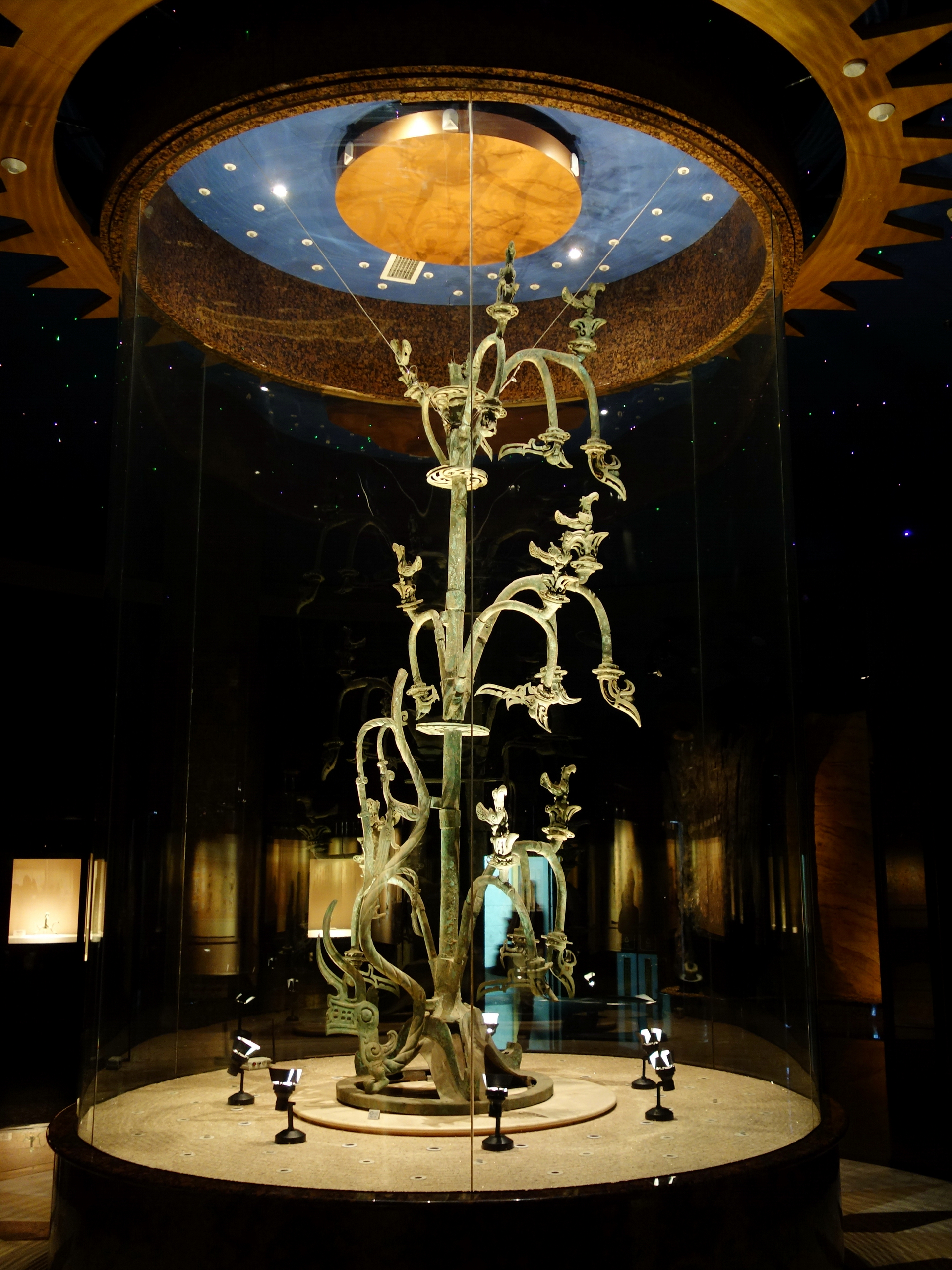
Ⅰ号大型青铜神树，是首批禁止出国（境）展览文物之一
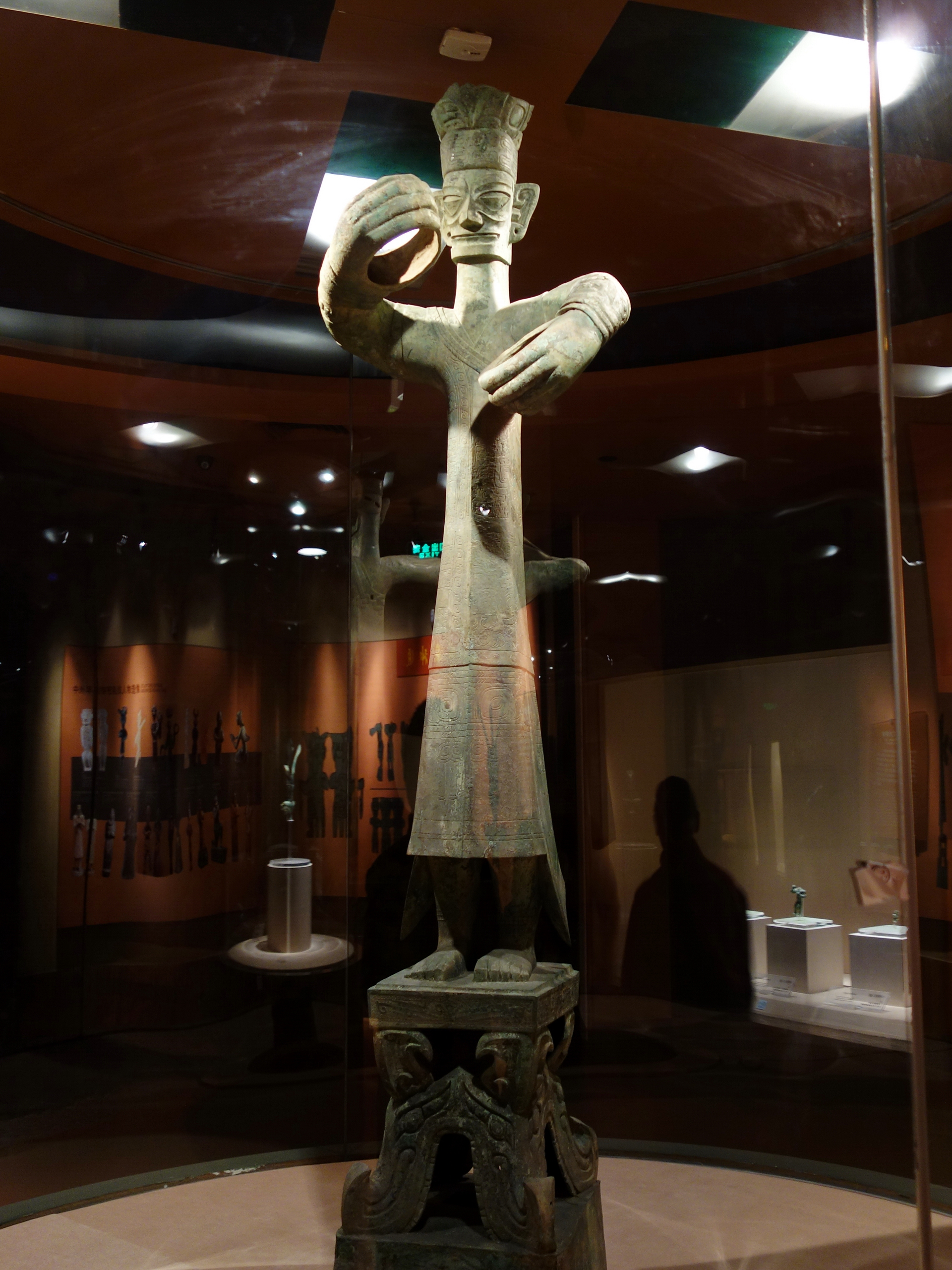
青铜大立人像，列入“第三批禁止出境展览文物目录”
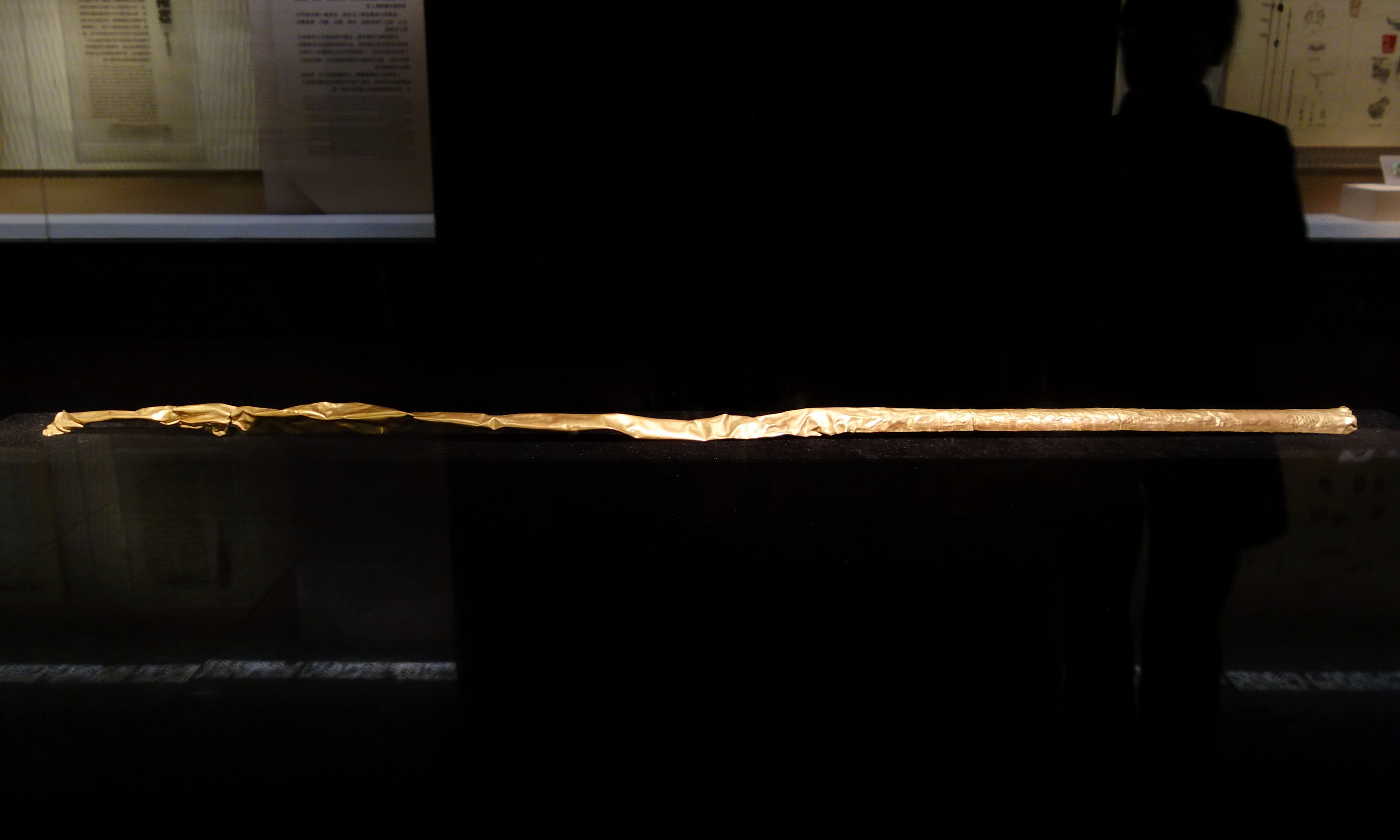
金杖，列入“第三批禁止出境展览文物目录”
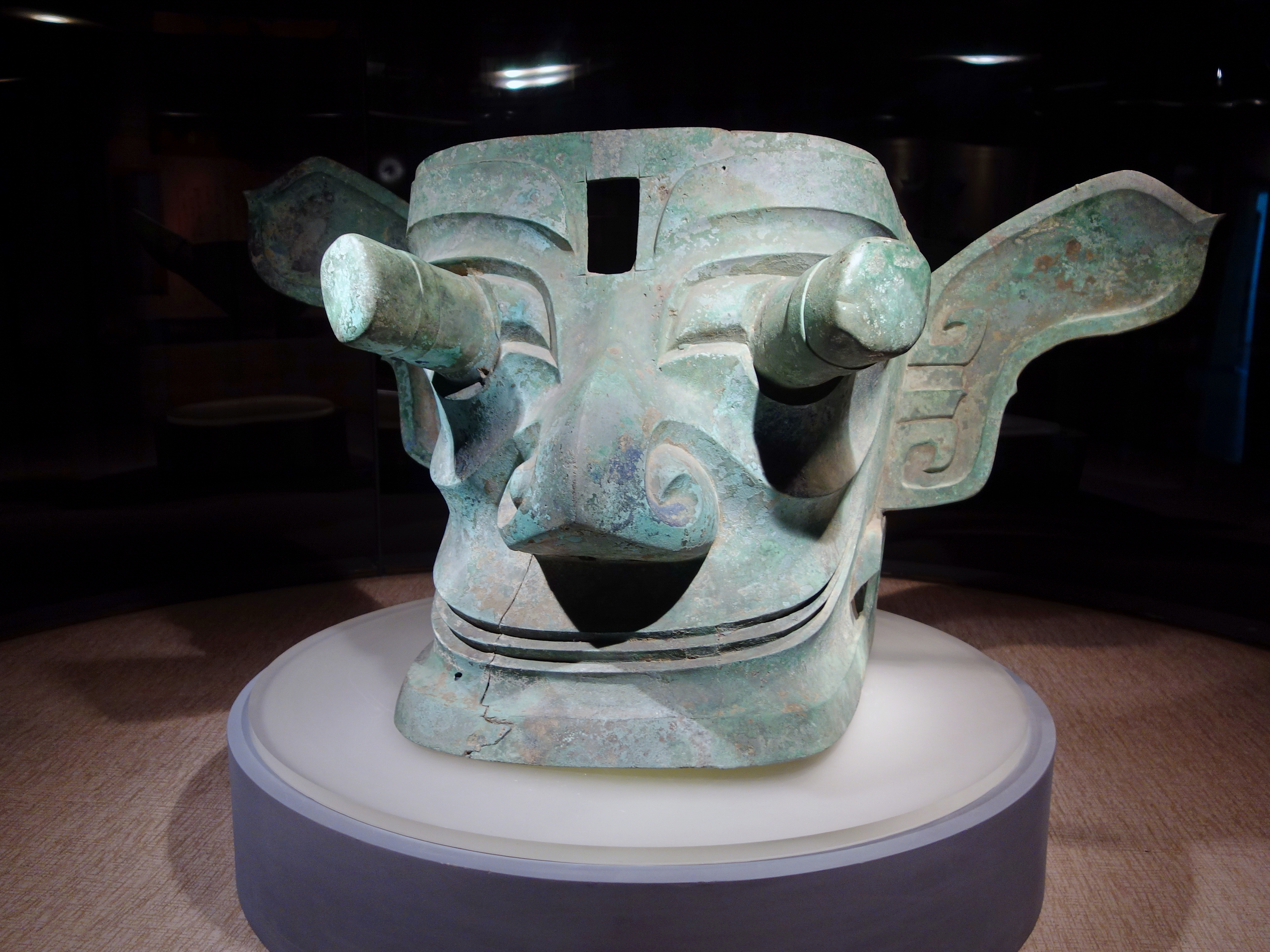
青铜纵目面具
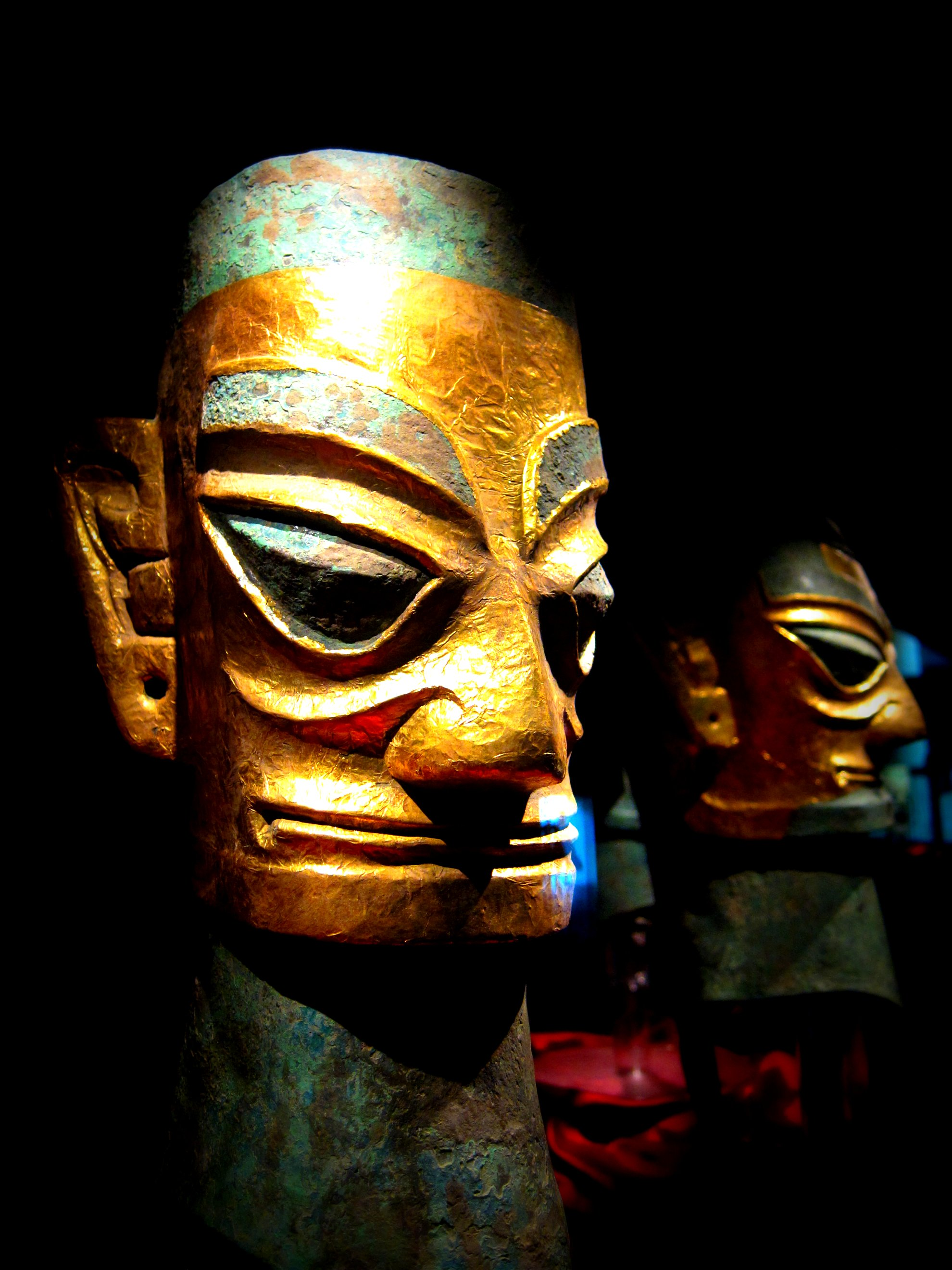
金面青铜人头像
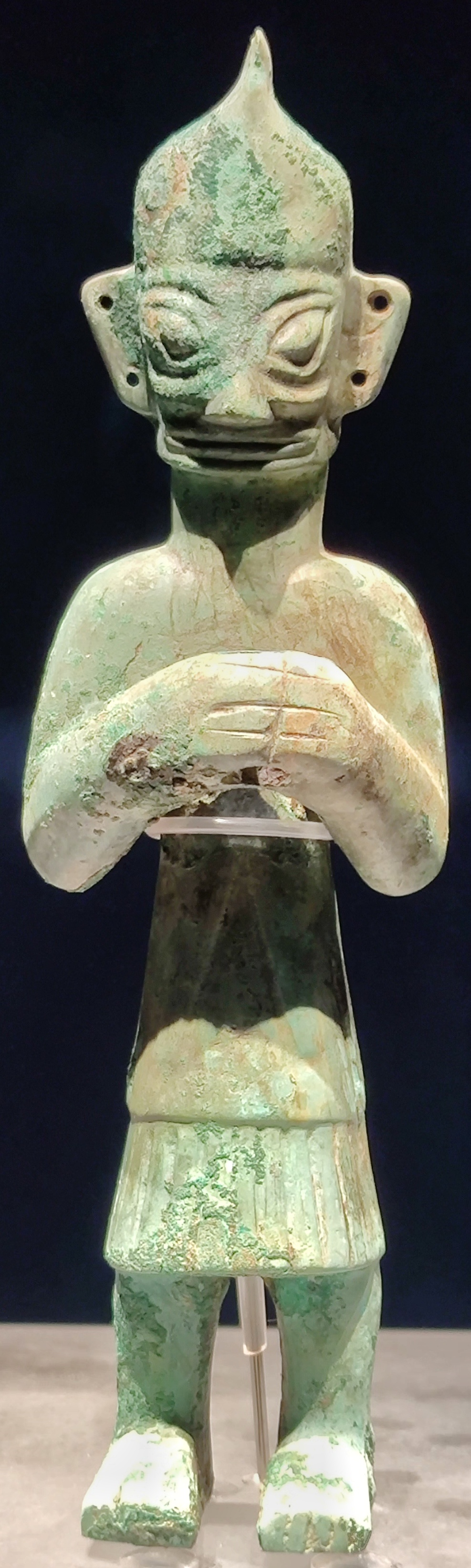
2021年发现的铜小立人
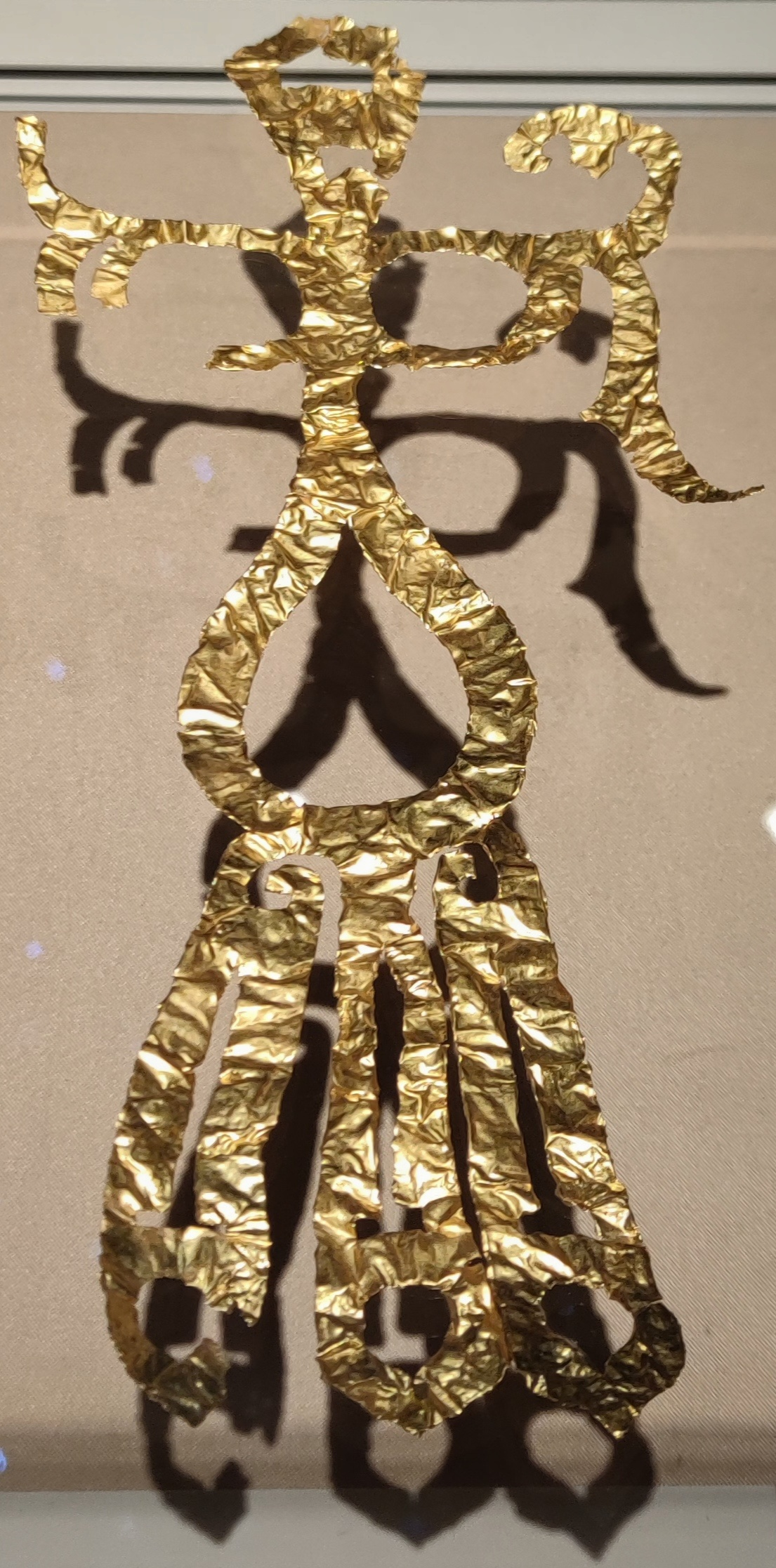
2021年发现的金鸟形饰
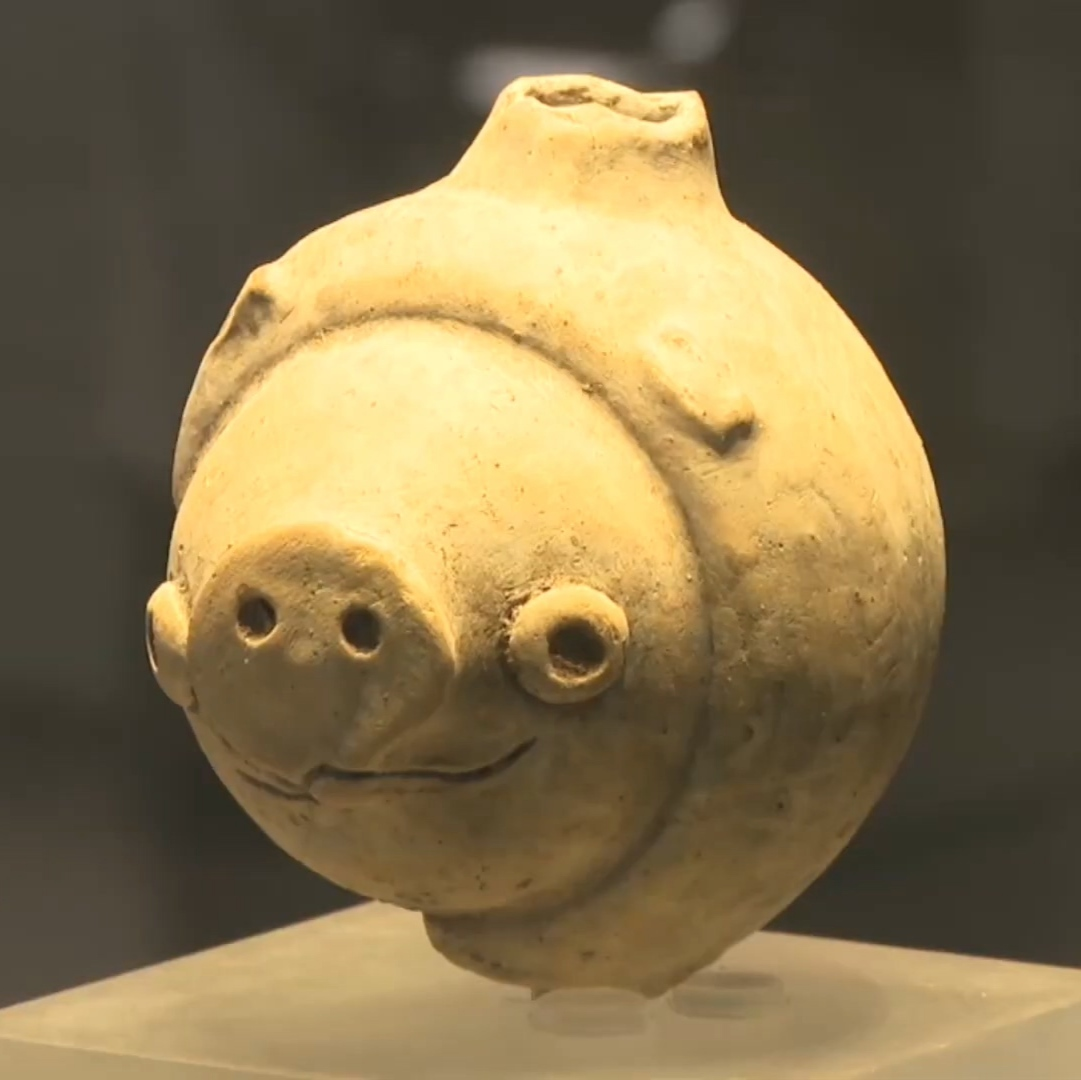
馆藏商晚期陶猪，2020年出土于广汉市联合村
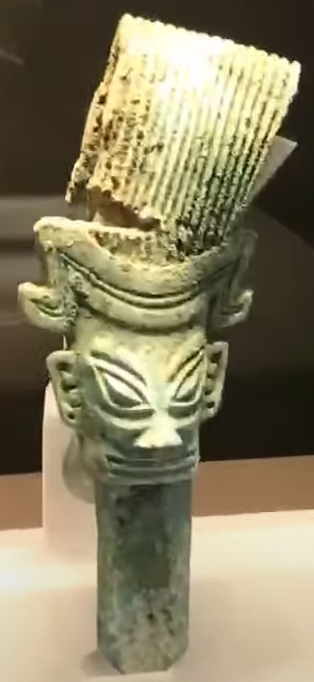
2021年3号坑出土的立髮铜人像
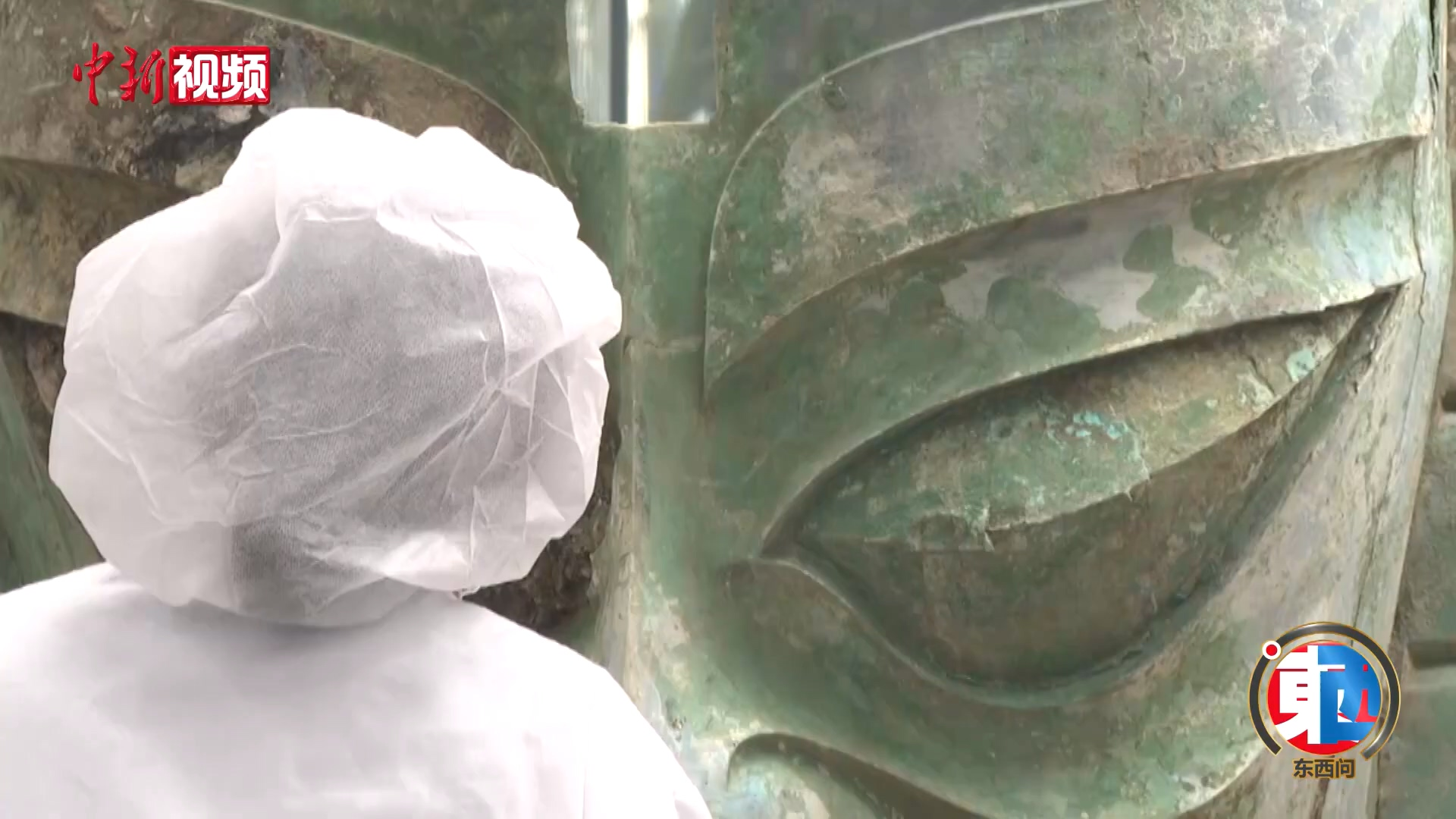
青铜大面具
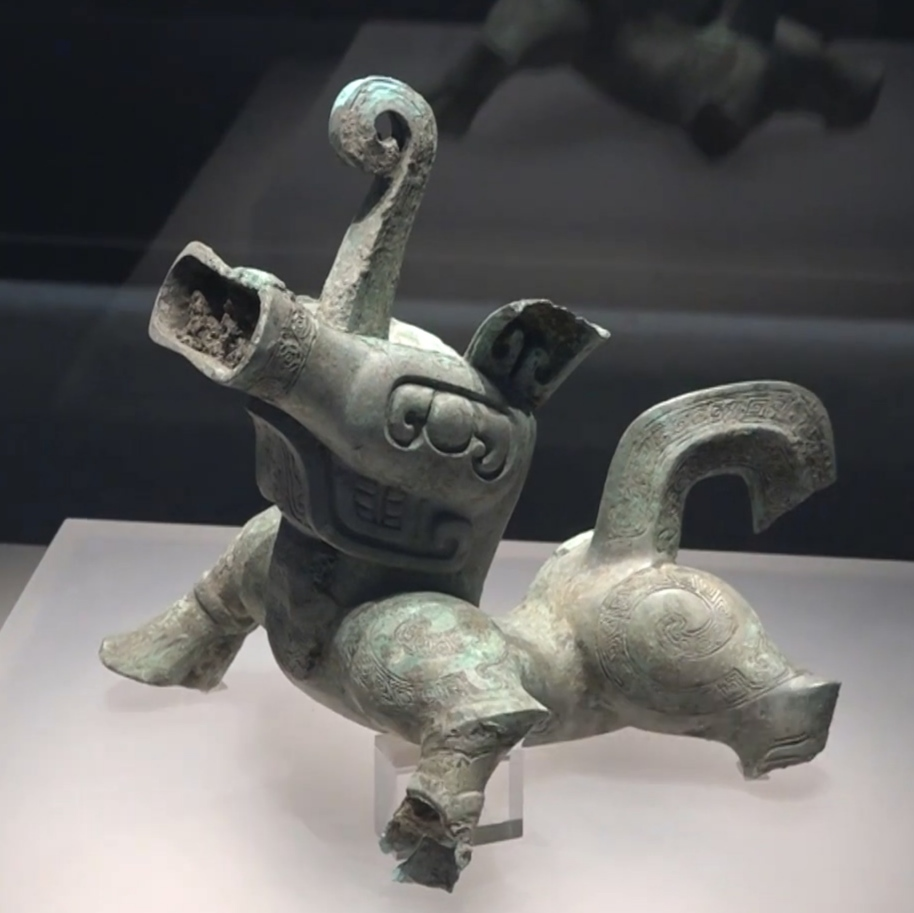
2021年出土的铜神兽

### 研究書目
- Lothar von Falkenhausen編：《奇異的凸目——西方學者看三星堆》（成都：巴蜀書社，2003）。
- 西江清高編：《扶桑與若木：日本學者對三星堆文明的新認識》（成都：巴蜀書社，2002）。
- 饒宗頤：《西南文化創世紀——殷代隴蜀部族地理與三星堆、金沙文化》（上海：上海古籍出版社，2010）。

## 文化影響
- 2016年起官方投資的三星堆动画电影《金色面具》（The Golden Mask）開始籌拍，该片采用3D数字技术，IMAX标准，瞄准国际市场，预计2019年实现全球上映。（现已上映）[29]
- 2016年10月阿诺·施瓦辛格擔任中國三星堆文化全球宣傳大使，並另籌拍一部以三星堆為主題的科幻片。[30][31]
- 動畫片《三星堆榮耀覺醒》
- 2019年動畫電影《哪吒之魔童降世》中的角色結界獸，其造型取材自三星堆文物。
- 電玩遊戲軒轅劍系列中的墨家機關人造型，取材自三星堆銅像。
- 以三星堆文明为灵感的创意舞蹈《金面》，登上中央广播电视总台《2022年春节联欢晚会》。[32]
- 中央广播电视总台于2022年6月14日至16日推出三星堆探索小游戏《三星堆奇幻之旅》 （页面存档备份，存于）。
- 2023年12月，三星堆与米哈游原神联动。[33][34]